# Будинок Анни Франк
Буди́нок А́нни Франк (нід. Anne Frank Huis) — будинок в Амстердамі, у якому єврейська дівчинка Анна Франк переховувалась зі своєю сім'єю від нацистів. Тут вона написала свій щоденник. У 1960 році у будинку відкрито музей.

## Історія
Анна Франк — одна з мільйонів жертв переслідування євреїв під час Другої світової війни. Коли у 1933 році Адольф Гітлер прийшов до влади і встановив антисемітський режим у Німеччині, Анна мешкала там. Для своєї безпеки єврейська родина переїхала у Нідерланди. Але у травні 1940 року Нідерланди були окуповані німецькими військами, і жорстокі заходи проти єврейського населення були введені і там. Сім'я Франк спробувала сховатися у таємному сховищі і таким чином уникнути розправи.
6 липня 1942 року Отто Франк, його дружина Едіт Франк-Голлендер та їхні доньки Марго та Анна таємно оселились у будинку на Принсенграхт, що став для них сховищем. Пізніше до них приєднались Герман і Огюст ван Пелс, їхній син Петер і Фріц Пфеффер.
Будинок складається з двох частин: передньої і задньої («Задній Будинок»). У передній частині будинку розташовувалася компанія Отто Франка. На першому поверсі був склад, а на інших поверхах контори і сховище. Складське приміщення займало увесь перший поверх, зокрема, і в задній частині будинку. На інших його поверхах знайли сховище вісім чоловік. Більше двох років вони промешкали в ньому, а після цього їх здали і депортували. Нацисти наказали очистити задню частину будинку, і забрати звідти всі меблі. Тому після війни Отто Франк наполіг на тому, щоб цей будиник залишався порожнім.
Знаходячись у сховищі, Анна Франк вела щоденник, у якому вона переважно писала про свої думки і почуття, про ізоляцію і про постійний страх, що їх знайдуть. Вперше щоденник Анни був опублікований у 1947 році у Нідерландах. З того часу він був перекладений більше ніж 65 мовами.

## Будинок Анни Франк

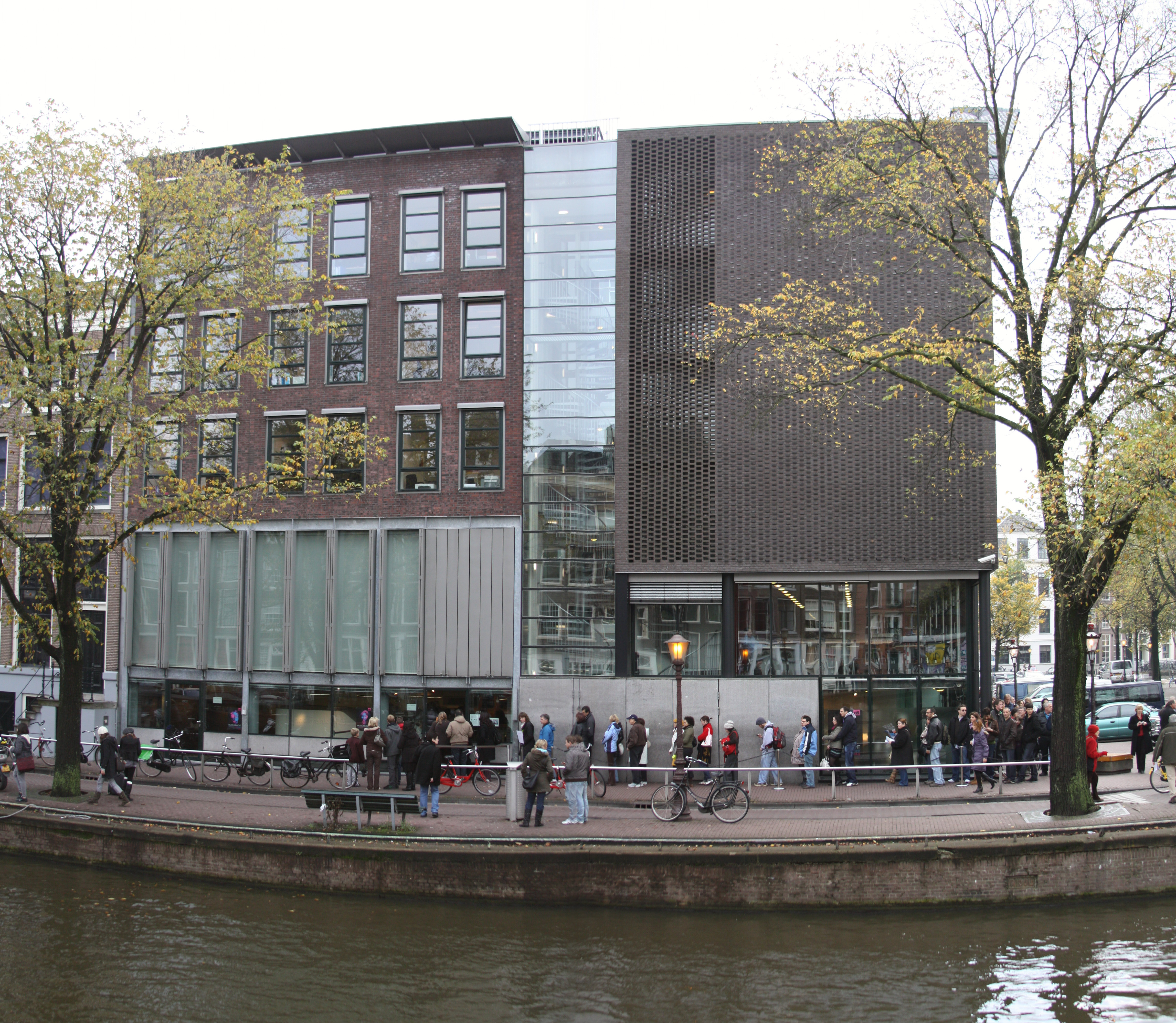
Екстер'єр

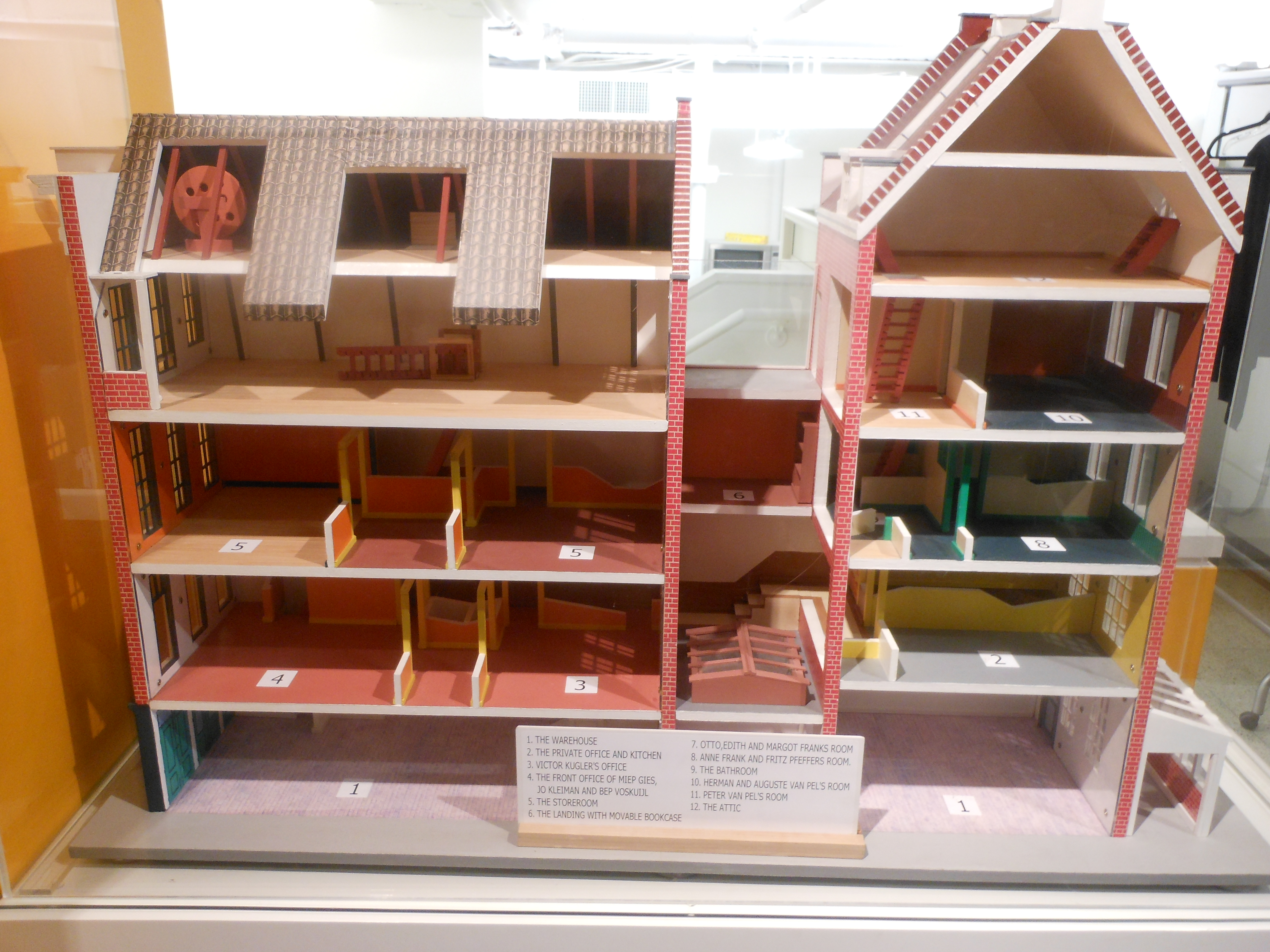
Модель будинку

З 1960 року Будинок Анни Франк відкритий для відвідувачів. Щороку сотні шкільних груп беруть участь у різних освітніх програмах музею. Окрім того, Будинок Анни Франк розроблює навчальні матеріали про Анну Франк, Другу світову війну, антисемітизм і дискримінацію, а також організовує (пересувні) виставки.
Будинок Анни Франк співпрацює з Центром Анни Франк у Німеччині, Товариством Анни Франк в Англії і Центром Анни Франк у Сполучиних Штатах Америки.
- Головний зал, склад і кімната для помелу прянощів.

У приміщенні перед конторою Отто Франка висять фотографії Анни Франк, зроблені у травні 1942 року. В Отто Франка було дві компанії.
В одній випускали Опекту — інгредієнт для приготування джему, завдяки якому він става желеподібним. На іншій фірм, «Пектакон», пізніше «Гіс і Компанія», виготовляли приправи для м'яса. Для цього виробництва в одній частині складу розмелювали прянощі. Працівники складу не знали, що над їхніми головами ховалися люди.
У вітрині залу представлені предмети, що свідчать про жорстокість переслідування євреїв у Нідерландах у той час.
- Контора Віктора Кюглера.

Працівники контори допомагали тим, хто переховувався у задній частині будинку: постачали їх продуктами, приносили книги і газети. В цій вітрині представлено посвідчення особи Віктора Кюглера і журнал «Кіно і театр», який він часто приносив Анні Франк. Кюглер формально числився директором «Гіс і Компанії»: оскільки з початку 1941 року євреям заборонили мати власні підприємства, Отто Франк переписав свої компанії на своїх помічників Віктора Кюглера і Яна Гіса (чоловіка Міп). Фактично ж Отто сам залишався директором. Він щоденно радився з Кюглером і Клейманом — навіть у той час, коли сам знаходився у Сховищі. Анна і Марго іноді пробиралися униз у контору, щоб допомогти з канцелярською роботою.
- Контора Міп Гіс, Йо Клеймана і Беп Фоскаул.

Міп Гіс, Беп Фоскаул і Йо Клейман працювали разом у цій конторі. Вони повинні були займатися повсякденною роботою і робити вигляд, що у задній частині будинко нікого немає.
У даній вітрині знаходяться особисті документи і предмети, які належали Міп Гіс, Беп Фоскаул і Йр Клейману.
- Сховище.

Незабаром після арешту все було вивезено із задньої частини будинку. Коли через багато років (1960) тут відкрили музей, Отто Франк вирішив назавжди залишити кімнати порожніми.
Макети були зроблені у 1961 році — так виглядало Сховище, коли у ньому переховувалась сім'я Франк та їхні друзі. Обстановка була відтворена на основі наданої Отто інформації.
У дальній частині цього поверху зберігали приправи. Оскільки їх потрібно було зберігати у темряві, вікна у цьому приміщенні були зафарбовані. Знаходячись у передній частини будинку, неможливо було побачити його задню частину — Сховище.

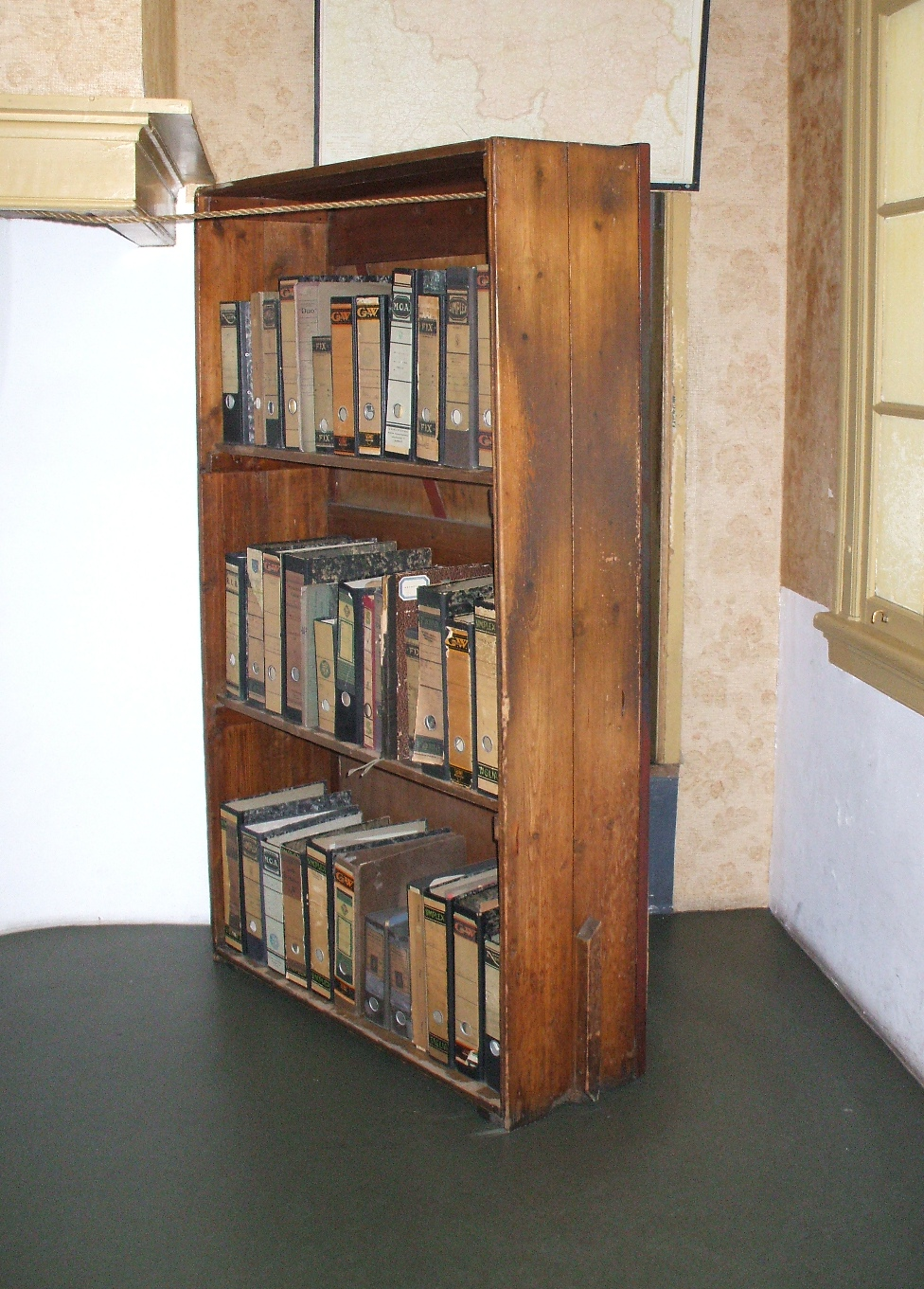
Перехід через шафу, що повертається

- Перехід через шафу, що повертається.

За шафою, що повертається приховано перехід до Сховища. Шафу на замовлення зробив батько Беп Фоскаул. Вікна у переході були заклеєні спеціальним папером, що не просвічує, шоб задню частину будинку не можна було побачити. Сходи, що спускаються униз під склом праворуч у кутку ведуть до контори. По цим сходам піднімались помічники і приносили, тим хто переховувались у Сховищі їжу і все необхідне.
- Кімната Отто, Едіт і Марго Франк.

В цій кімнаті спали Отто і Едіт Франк та їхня донька Марго. Кімната була заставлена стільцями, шафами і ліжками. Праворуч на стіні висить мапа Нормандії, на якій Отто Франк відмічав пересування армії союзників під час війни після того, як вона висадилась тут. Поряд з мапою — олівцеві позначки, які показують, наскільки виросли Анна і Марго за той час, що вони провели у Сховищі.
- Кімната Анни Франк і Фріца Пфеффера.

У кімнаті Анни Франк і Фріца Пфеффера Анна часто сиділа за вузьким письмовим столом і писала у своєму щоденнику. Щоб прикрасити свою кімнату, вона обклеїла стіни різними картинками. На лівій стіні, окрім іншого, знаходяться фотографії нідерландської королівської родини, англійських принцес Єлизавети і Маргарити. Біля вікна висить рекламна афіша компанії Отто Франка «Опекта».
- Ванна кімната.

Упродовж дня жителі Сховища повинні були користуватися ванною і туалетом як можна рідше. Каналізаційні і водопровідна труби проходили у стінах складу, де працювали люди, які не знали про те, що у будинку хтось переховується.
- Вітальня і кімната Германа і Огюст ван Пелс.

Спальня Германа і Огюст ван Пелсів служила також і загальною вітальнею, де жителі Сховища проводили багато часу. Тут готували їжу та їли, тут читали і робили гімнастику. Праворуч у вітрині знаходиться меню обіду, влаштованого у Сховищі з нагоди святкування першої річниці спільного життя Яна і Міп Гіс. З обмеженого набору продуктів тим, хто переховувались у Сховищі вдалось приготувати святкове частування. З часом помічникам ставало все складніше постачати їжею вісьмох людей.
- Кімната Петера ван Пелс.

Цей крихітний куточок слугував Петеру ван Пелсу кімнатою. Сходи ведуть на горище, де зберігали продукти. Анна і Петер проводили на горищі багато часу. Це було для них єдиним місцем усамітнення. Звідси їм було видно каштанове дерево.
Скляний прохід був збудований після війни для відвідувачів Будинку Анни Франк. Цей прохід з'єднує задню частину будинку з горищем передньої частини будинку.
- Горище передньої частини будинку.

4 серпня 1944 року у німецьку Службу Безпеки подзвонив незнайомець. Він повідомив про те, що за адресою Принсенграхт 263 ховаються євреї. Їхнє сховище здали. Незважаючи на велике розслідування після війни, ім'я зрадника досі невідоме.
Вісім підпільників, а також їхніх помічників Йо Клеймана і Віктора Кюглера, посадили у в'язницю. Нацисти не чіпали помічниць Міп Гіс і Беп Фоскейл. Йо Клеймана і Віктора Кюглера відправили з в'язниці до концентраційного табору в Амерсфорт. Усі помічники залишись в живих. Підпільників відправили у табір Вестерборк, звідти далі по етапу у табір смерті Освенцім.
Що сталося з підпільниками:
- Герман ван Пелс був отруєний газом у концентраційному таборі Освенцім у вересні чи жовтні 1944 року.
- Фріц Пфеффер захворів і помер 20 грудня 1944 року від виснаження у концентраційному таборі Ноєнгамме.
- Едіт Франк захворіла і померла від виснаження 6 січня 1945 року у концентраційному таборі Освенцім.
- Марго Франк захворіла тифом і померла у березні 1945 року у концентраційному таборі Берген-Бельзен.
- Анна Франк захворіла і померла через декілька днів після Марго у березні 1945 року у концентраційному таборі Берген-Бельзен.
- Августа ван Пелс померла у квітні чи травні 1945 року неподалік від концентраційного табору Трезінштадт.
- Петер ван Пелс помер 5 травня 1945 року у бараці-лазареті у концентраційному таборі Маутгаузен.
- Отто Франк вижив і повернувся живим із концентраційного табору Освенцім.
Отто Франк

Отто Франк повернувся в Амстердам у червні 1945 року. Через деякий час він вирішив опублікувати щоденник своєї доньки, який був знайдений у Сховищі після арешту людей, що там переховувалися. У 1953 році Отто Франк одружився вдруге і переїхав зі своєю другою дружиною, Елфрідою Маркович, у Базель (Швейцарія). Права на щоденник Анни Франк він передав у Фонд Анни Франк, який також знаходиться у Базелі. Отто Франк помер у 1980 році у віці 91 року.
Отто Франк брав активну участь у перетворенні Сховища у музей, відкритий широкій публіці. Окрім цього він присвятив своє життя об'єднанню людей і правам людини. Після його смерті у 1980 році Будинок Анни Франк продовжив цю роботу. Однак інтереси Будинку Анни Франк — не лише минуле. Забобони, дискримінація і порушення прав людини — є центом освітньої діяльності Будинку Анни Франк.
- Щоденники

Після арешту тих, хто переховувався у Сховищі, Міп Гіс і Беп Фоскаул піднялись на верх подивитись. Там вони знайшли червоний картатий щоденник Анни, її зошити і окремі аркуші паперу, списані її почерком. Все це Міп Гіс поклала у свій письмовий стіл, щоб зберегти записи. Після війни, коли стало відомо, що Анна загинула у Берген-Бельзені, вона віддала щоденники Отто Франку.
У вітрині знаходиться оригінал червоного картатого щоденника Анни Франк, який їй подарували на її тринадцятиліття. Коли цей щоденник закінчився, вона продовжила писати у зошитах. Пізніше Анна стала використовувати окремі аркуші паперу, на яких вона редагувала записи зі свого щоденника. Після війни Анна сподівалась видати книгу про своє життя у Сховищі.